# John Owiti
John Owiti (ur. w 1942) – kenijski lekkoatleta, sprinter, wicemistrz igrzysk afrykańskich, olimpijczyk.

## Kariera sportowa
Odpadł w ćwierćfinałach biegów na 100 jardów i na 220 jardów na igrzyskach Imperium Brytyjskiego i Wspólnoty Brytyjskiej w 1962 w Perth. Na igrzyskach olimpijskich w 1964 w Tokio odpadł w eliminacjach biegu na 100 metrów.
Zdobył srebrny medal w biegu na 800 metrów na igrzyskach afrykańskich w 1965 w Brazzaville, przegrywając jedynie z Gaoussou Koné z Wybrzeża Kości Słoniowej, a wyprzedzając Folu Erinle’a z Nigerii. Na igrzyskach Imperium Brytyjskiego i Wspólnoty Brytyjskiej w 1966 w Kingston odpadł w półfinałach biegów na 100 jardów i na 220 jardów.